# Tahar Rahim
Tahar Rahim, född 4 juli 1981 i Belfort i Territoire de Belfort, är en fransk skådespelare.
Tahar Rahim har bland annat medverkat i TV-serierna The Looming Tower från 2018 och Extrapolations från 2023. Han har även medverkat i filmerna Napoleon från 2023 och Madame Web med planerad premiär 2024.

## Filmografi (i urval)
- 2009 – En profet
- 2018 – The Looming Tower (TV-serie)
- 2018 – Maria Magdalena
- 2020 – The Eddy (TV-serie)
- 2023 – Extrapolations (TV-serie)
- 2023 – Napoleon
- 2024 – Madame Web
- 2025 – Alpha